# 서현석 (배우)

서현석(1989년 7월 8일 ~ )은 대한민국의 배우이다.
- 2021년 4월 1일 서현석에서 서주형으로 활동명을 변경했다.
- 유동균과 아역 배우 베태량 연기자다.

## 학력
- 단국대학교 연극영화과

## 경력
- 2001년 드라마 《설렘》으로 데뷔하였다.
- 2003년 KBS 《성장드라마 반올림》에서 장욱 역을 맡아 이름을 알렸다.
- 2003년 이후 유학을 다녀온 경력이 있다.

## 출연작

### 드라마
- 《태조 왕건》 (2000년, KBS) - 왕무 아역
- 《반달곰 내 사랑》 (2001년, MBC)
- 《삼총사》 (2001년, MBC) - 오현태 역
- 《야인시대》 (2002년, SBS) - 소년 정진영
- 《제국의 아침》 (2002년, KBS) - 흥화군 역
- 《어사 박문수》 (2002년, MBC)
- 《찔레꽃》 (2003년, KBS) - 민준서 아역
- 《성장드라마 반올림》 (2003년, KBS) - 장욱 역
- 《닥터 챔프》 (2010년, SBS) - 채은석 역
- 《근초고왕》 (2011년, KBS) - 부여광 역
- 《드라마 스페셜 연작 시리즈》-《아들을 위하여》 (2011년, KBS) - 장준혁 역
- 《인수대비》 (2012년, JTBC) - 귀성군 역
- 《가족의 탄생》 (2012년 SBS) - 이수호 아역
- 《왕의 얼굴》 (2015년, KBS) - 정원군[1] 역
- 《맨도롱 또똣》 (2015년, MBC) - 일찬 역
- 《질투의 화신》 (2016년, SBS) - 이승한 역
- 《엄마가 바람났다》 (2020년, SBS) - 이태우 역

### 영화
- 《건》 (2000년) - 소년 역
- 《강남 1970》 (2015년) - 천변가 고교생들 역